# Átila Lira
Átila Freitas Lira (Piripiri, 7 de abril de 1947) é um administrador de empresas, economista e político brasileiro, natural do Piauí, que exerceu oito mandatos de deputado federal. Foi candidato a prefeito de Teresina em 1985 e 1988 e candidato a governador do Piauí em 1994 sem, contudo, obter sucesso nas empreitadas por cargos majoritários.

## Biografia
Filho de Manoel Cipriano Lira e Carolina Freitas Lira, é formado em Administração de Empresas e em Economia pela Universidade Federal de Minas Gerais com pós-graduação em Administração Pública pela Fundação Getúlio Vargas. Nomeado para o Departamento Administrativo do Serviço Público (DASP) em 1975 foi nomeado inspetor da Superintendência Nacional de Abastecimento (SUNAB) em 1977 deixando esse último posto ao ser nomeado Secretário de Trabalho e Ação Social pelo governador Dirceu Arcoverde sendo mantido no cargo por Djalma Veloso sendo que no governo Lucídio Portela foi presidente do Instituto de Assistência Médica e Hospitalar e a seguir presidente da Fundação Estadual do Trabalho. Sua primeira filiação partidária foi ao MDB, entretanto sua vida pública teve início pela ARENA e a seguir pelo PDS, mas foi sob a legenda do PFL que Átila Lira se lançou à disputa de eleições.
Secretário de Educação no primeiro governo Hugo Napoleão, presidiu também a Fundação de Apoio ao Desenvolvimento da Educação do Estado do Piauí (FADEP), precursora da Universidade Estadual do Piauí. Renunciou aos referidos cargos em 1985 para disputar a eleição para prefeito de Teresina sendo derrotado por Wall Ferraz candidato do PMDB, entretanto tal revés o credenciou para disputar um mandato de deputado federal sendo eleito em 1986. Novamente candidato a prefeito da capital piauiense em 1988, foi derrotado por Heráclito Fortes. Reeleito deputado federal em 1990, foi nomeado mais uma vez secretário de Educação pelo então governador Freitas Neto, cargo que o credenciou a disputar a eleição para governador do Piauí em 1994 começando a campanha como franco favorito ao cargo pela coligação Vontade do Povo, entrementes foi derrotado em segundo turno pelo médico Francisco de Assis de Moraes Souza, o Mão Santa, candidato da coligação Resistência Popular. Findo o seu mandato parlamentar foi nomeado Secretário de Ensino Médio e Tecnológico do Ministério da Educação na gestão do então ministro Paulo Renato Souza sendo reeleito deputado federal em 1998 ingressando no PSDB algum tempo depois conquistando novos mandatos em 2002, 2006 e 2010, trocando a agremiação tucana pelo PSB no início de 2007. Secretário de Educação no segundo governo Wilson Martins, foi reeleito em 2014.
Na nova legislatura, votou a favor da admissibilidade do processo de impeachment de Dilma Rousseff. Já durante o Governo Michel Temer, votou a favor da PEC do Teto dos Gastos Públicos. Em abril de 2017 foi favorável à Reforma Trabalhista. Em agosto do mesmo ano votou contra o processo em que se pedia abertura de investigação do presidente Michel Temer, ajudando a arquivar a denúncia formulada pelo Ministério Público Federal. Reeleito deputado federal em 2018, foi expulso do PSB em 30 de agosto de 2019 por votar a favor da Reforma da Previdência. Em 23 de setembro ingressou nas fileiras dos Progressistas.